# Greg Galeotti
Greg Galeotti (27 agosto 1992) è un ex sciatore alpino francese.

## Biografia
Attivo in gare FIS dal novembre del 2007, Galeotti ha esordito in Coppa Europa il 29 gennaio 2010 a Les Orres in supergigante, classificandosi 69º, e in Coppa del Mondo il 2 febbraio 2014 a Sankt Moritz in slalom gigante, senza completare la prova. Nel 2015 ha ottenuto a Jasná in slalom gigante i suoi due podi in Coppa Europa: 3º il 2 marzo e 2º il giorno successivo. Il 7 gennaio 2017 ha colto ad Adelboden in slalom gigante il suo miglior piazzamento in Coppa del Mondo, nonché unico piazzamento a punti (25º).
Il 3 marzo 2018 ha disputato la sua ultima gara in Coppa del Mondo, lo slalom gigante di Kranjska Gora che non ha completato. Si è ritirato al termine di quella stessa stagione 2017-2018 e la sua ultima gara è stata uno slalom gigante FIS disputato il 3 aprile a Sainte-Foy-Tarentaise, chiuso da Galeotti all'8º posto; in carriera non ha preso parte a rassegne olimpiche o iridate.

## Palmarès

### Coppa del Mondo
- Miglior piazzamento in classifica generale: 147º nel 2017

### Coppa Europa
- Miglior piazzamento in classifica generale: 35º 2017
- 2 podi:
  - 1 secondo posto
  - 1 terzo posto